# Bustedter Wiesen
Die Bustedter Wiesen sind ein Naturschutzgebiet mit einer Größe von etwa 57,9 ha in der zum Kreis Herford gehörenden Gemeinde Hiddenhausen. Es wird mit der Nummer HF-031 geführt und befindet sich in unmittelbarer Nähe zum Naturschutzgebiet Bustedter Holz. In geringer Entfernung befindet sich das Naturschutzgebiet Doberg. 

## Flora und Fauna
Das Gebiet schützt in einer weiten Talmulde des Brandbachs zwischen Bünde und Hiddenhausen Feuchtwiesenbiotope im Bachtal und Flora und Fauna in angrenzenden Teichen. Das Biologiezentrum des Guts Bustedt grenzt an das Gebiet an, das wiederum in das Konzept des Zentrums einbezogen wird.